# Codice ATC V10
Il codice ATC V10 "Radiofarmaci terapeutici" è un sottogruppo terapeutico del sistema di classificazione Anatomico Terapeutico e Chimico, un sistema di codici alfanumerici sviluppato dall'OMS per la classificazione dei farmaci e altri prodotti medici. Il sottogruppo V10 fa parte del gruppo anatomico V dei Farmaci Vari.
Codici per uso veterinario (codici ATCvet) possono essere creati ponendo la lettera Q di fronte al codice ATC umano: QV...
Numeri nazionali della classificazione ATC possono includere codici aggiuntivi non presenti in questa lista, che segue la versione OMS.

## V10A Agenti anti infiammatori

### V10AA Composti dell'Ittrio (90Y)
V10AA01 Ittrio (90Y) citrato colloide
V10AA02 Ittrio (90Y) ferridrossido colloide
V10AA03 Ittrio (90Y) silicato colloide

### V10AX Altri radiofarmaci terapeutici anti infiammatori
V10AX01 Fosforo (32P) fosfato cromico colloide
V10AX02 Samario (153Sm) idrossiapatite colloide
V10AX03 Disprosio (165Dy) colloide
V10AX04 Erbio (169Er) citrato colloide
V10AX05 Renio (186Re) solfuro colloide
V10AX06 Oro (198Au) colloide

## V10B Trattamento palliativo del dolore (sostanze a localizzazione ossea)

### V10BX Vari radiofarmaci palliativi del dolore
V10BX01 Stronzio (89Sr) cloruro
V10BX02 Samario (153Sm) lexidronam
V10BX03 Renio (186Re) etidronato

## V10X Altri radiofarmaci terapeutici

### V10XA Composti dello iodio (131I)
V10XA01 Sodio ioduro (131I)
V10XA02 Iobenguano (131I)
V10XA53 Tositumomab/iodine (131I) tositumomab

### V10XX Vari radiofarmaci terapeutici
V10XX01 Sodio fosfato (32P)
V10XX02 Ibritumomab tiuxetano (90Y)
V10XX03 Radio (223Ra) dicloruro